# Głusko Małe
Głusko Małe – kolonia w Polsce położona w województwie lubelskim, w powiecie opolskim, w gminie Karczmiska.
W latach 1975–1998 miejscowość administracyjnie należała do ówczesnego województwa lubelskiego.
Kolonia stanowi sołectwo w gminie Karczmiska. Według Narodowego Spisu Powszechnego z roku 2011 kolonia liczyła 146 mieszkańców.

## Historia
W średniowieczu Głusko. Wieś stanowiła własność szlachecką. W latach 1387–1415 dziedzicem notowanym w źródłach był Bogusz. Wieś posiadała prawa niemieckie bowiem w 1413 dziedzic Bogusz sprzedaje sołectwo w Głusku i Woli za 30 grzywien szlachetnemu Michałowi z Koszewów. W okresie 1441-66 dziedzicem wsi był Piotr Drzewicki zwany „Francuz” – syn Bogusława Drzewickiego herbu Ciołek i Beaty, brat Mikołaja sekretarza królewskiego.
Około roku 1460 miał miejsce spór o dziesięciny miejscowym plebanem z Kazimierza a opactwem świętokrzyskim. Według opisu Długosza 1470-80 dziesięciny z folwarku oddawano plebanowi w Opolu, z reszty wsi (łanów kmiecych) snopową wartości do 7 grzywien opactwu łysogórskiemu (Długosz L.B. t.II s.545, t.III s.252).